# Namgoong Min
Namgoong Min (* 12. März 1978 in Seoul) ist ein südkoreanischer Schauspieler. Er ist vor allem bekannt durch seine Rollen in dem Film Straßen der Gewalt (2006) und der Fernsehserie Can You Hear My Heart (2011). Aktuell ist er in der Variety-Show We Got Married zu sehen.

## Filmografie

### Filme
- 2001: Bungee Jumping of Their Own (번지점프를 하다 Beonjijeompeu-reul Hada)
- 2002: Bad Guy (나쁜 남자)
- 2006: Straßen der Gewalt (비열한 거리)
- 2007: Beautiful Sunday (뷰티풀 선데이)

### Fernsehserien
- 2002: Daebak Family (대박가족 Daebak Gajok, SBS)
- 2003: Rose Fence (장미 울타리 Jangmi Ultari, KBS2)
- 2003: Drama City: Willieomeul Wihayeo (윌리엄을 위하여, KBS)
- 2003: Wedding Story: Na-ui Sarang Na-ui Oppa (나의 사랑 나의 오빠, KBS)
- 2003: Pearl Necklace (진주 목걸이 Jinju Mokgeori, KBS2)
- 2003: HDTV Literature: Gongpangikkot (곰팡이꽃, KBS)
- 2004: Drama City: Saranghan Hue (사랑한 후에, KBS2)
- 2004: My Lovely Family (금쪽같은 내 새끼 Geumjjok-gateun Nae Saekki, KBS)
- 2005: My Rosy Life (장밋빛 인생 Jangmibit Insaeng, KBS)
- 2006: One Fine Day (어느 멋진 날 Eoneu Meotjin Nal, MBC)
- 2010: Becoming a Billionaire (부자의 탄생 Buja-ui Tansaeng, KBS2)
- 2011: Can You Hear My Heart? (내 마음이 들리니 Nae Maeumi Deullini, MBC)
- 2012: Drama Special: Still Picture (KBS2)
- 2012: Cheongdam-dong Alice (청담동 앨리스, Gastauftritt in den Episoden 1 bis 3, SBS)
- 2013: Hur Jun, the Original Story (구암 허준 Guam Heo Jun, MBC)
- 2013: Unemployed Romance (실업급여 로맨스 Sireopgeupyeo Romaenseu, E Channel)
- 2014: I Need Romance 3 (로맨스가 필요해 3, TVN)
- 2014: Dallae Doen, Jangguk (달래 된, 장국, jTBC)
- 2014: My Secret Hotel (마이 시크릿 호텔, tvN)
- 2015: A Girl Who Sees Smell (냄새를 보는 소녀 Naemsaereul Boneun Sonyeo, SBS)
- 2016: Minyeo Gongsim-i (미녀 공심이, SBS)
- 2022: One Dollar Lawyer (천원짜리 변호사 Cheonwonjjari Byeonhosa, SBS)

## Auszeichnungen
2017
KBS Drama Awards
- Top Excellence Award, Male für Chief Kim[1]
- Best Couple Award für Chief Kim (mit Junho von 2PM)[1]

SBS Drama Awards
- Top Excellence in Acting (Mon-Tues Drama), Male für Distorted[2]